# IGES

Logo IGES National Institute of Standards and Technology

IGES（アイジェス）は異なるCAD間でデータを交換する際に使用する中間ファイル・フォーマットの一つ。ANSIが策定し、自動車産業を中心に実質的に世界標準となっている。3次元データを扱う際によく用いられる。Initial Graphics Exchange Specificationの略。

## 概要
日本自動車工業会（JAMA）により策定されたJAMA-ISはIGESのサブセット。

## 仕様
1レコード80バイトの固定長によるアスキー形式。以下の5セクションで構成される。
- スタートセクション
- グローバルセクション
- ディレクトリ・エントリーセクション
- パラメータ・データセクション
- ターミネートセクション